# Michal Švec
Michal Švec (Praga, 19 marzo 1987) è un ex calciatore ceco, centrocampista.

## Palmarès

### Club

#### Competizioni nazionali
- Campionato ceco: 1

Slavia Praga: 2007-2008
- Coppa dei Paesi Bassi: 1

Heerenveen: 2008-2009